# Elkton (Virgínia)
Elkton é uma cidade  localizada no estado norte-americano de Virginia, no Condado de Rockingham.

## Demografia
Segundo o censo norte-americano de 2000, a sua população era de 2042 habitantes.
Em 2006, foi estimada uma população de 2600, um aumento de 558 (27.3%).

## Geografia
De acordo com o United States Census Bureau tem uma área de
3,7 km², dos quais 3,6 km² cobertos por terra e 0,1 km² cobertos por água.

## Localidades na vizinhança
O diagrama seguinte representa as localidades num raio de 24 km ao redor de Elkton.